# 诺沃克 (康涅狄格州)
諾沃克（英語：Norwalk）是美國康乃狄克州費爾菲爾德縣的一個城市，南臨長島海灣。面積94.1平方公里。根據美國2000年人口普查，人口82,951人。
1651年9月11日設鎮。1893年設市，1913年與同名的鎮合併。